# ورزشگاه ویلیامز–برایس
ورزشگاه ویلیامز–برایس، که عموماً با نام ویلی بی شناخته می‌شود، یک ورزشگاه فوتبال آمریکایی واقع در کلمبیا (کارولینای جنوبی) ایالات متحده است. این ورزشگاه در درجه اول به عنوان خانه تیم فوتبال گیم‌کاکز کارولینای جنوبی استفاده می‌شود، در عین حال محل برگزاری بسیاری از کنسرت‌ها، مسابقات قهرمانی فوتبال دبیرستان‌های ایالتی و رویدادهای مختلف دیگر است. این ورزشگاه در حال حاضر شانزدهمین ورزشگاه بزرگ فوتبال دانشگاهی در محوطه دانشگاه در اتحادیه ملی ورزش دانشگاهی است. تیم‌های فوتبال کارولینا عموما تماشاگران بسیاری را به ورزشگاه ویلیامز–برایس جذب می‌کنند. جو ورزشگاه در روزهای بازی توسط SECsports.com به عنوان «بهترین» انتخاب شده است و بازیکنان حریف آن را از پرهیاهوترین ورزشگاه‌ها می‌دانند. 

## بازی‌های قابل توجه
بیشترین حضور تماشاگران در وزشگاه ویلیامز–برایس
| تاریخ            | رقیب      | امتیاز | تماشاگران |
| ---------------- | --------- | ------ | --------- |
| اکتبر ۶، ۲۰۱۲    | Georgia   | ۳۵–۷   | ۸۵٬۱۹۹    |
| نوامبر ۱۷، ۲۰۰۱  | Clemson   | ۲۰–۱۵  | ۸۵٬۰۰۰    |
| اکتبر ۱۱، ۲۰۰۱   | Florida   | ۱۷–۵۴  | ۸۴٬۹۰۰    |
| سپتامبر ۱۱، ۲۰۰۴ | Georgia   | ۱۶–۲۰  | ۸۴٬۳۰۰    |
| سپتامبر ۱۳، ۲۰۱۴ | Georgia   | ۳۸–۳۵  | ۸۴٬۲۳۲    |
| سپتامبر ۱۴، ۲۰۰۲ | Georgia   | ۷–۱۳   | ۸۴٬۲۲۷    |
| اکتبر ۲۸، ۲۰۰۰   | Tennessee | ۱۴–۱۷  | ۸۴٬۲۰۰    |
| نوامبر ۳۰، ۲۰۱۳  | Clemson   | ۳۱–۱۷  | ۸۴٬۱۷۴    |
| سپتامبر ۲۹، ۲۰۰۱ | Alabama   | ۳۷–۳۶  | ۸۴٬۱۰۰    |
| نوامبر ۲۲، ۲۰۰۳  | Clemson   | ۱۷–۶۳  | ۸۳٬۹۸۷    |

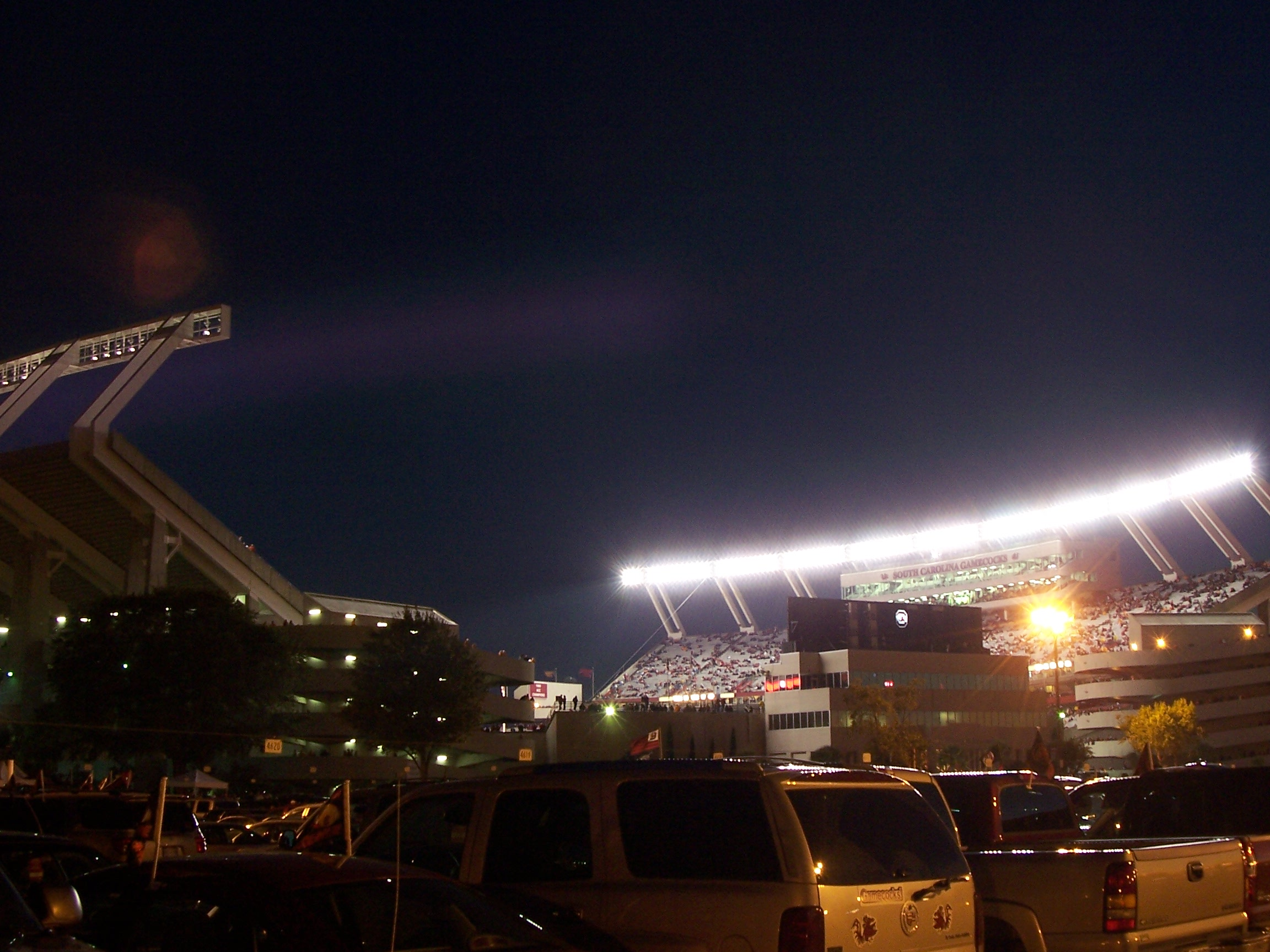
ورزشگاه ویلیامز–برایس در شب
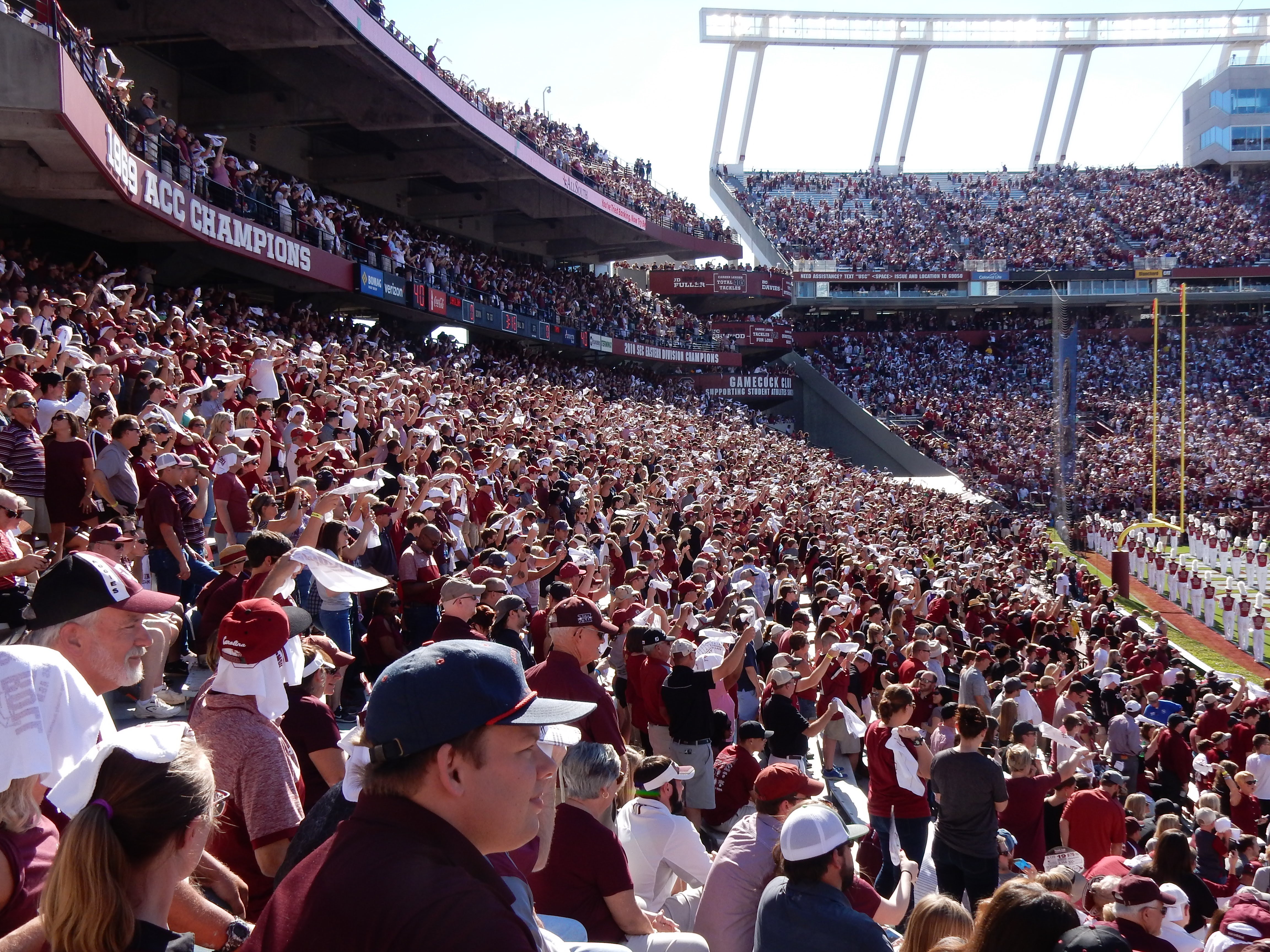
ورزشگاه ویلیامز–برایس در سال ۲۰۱۶
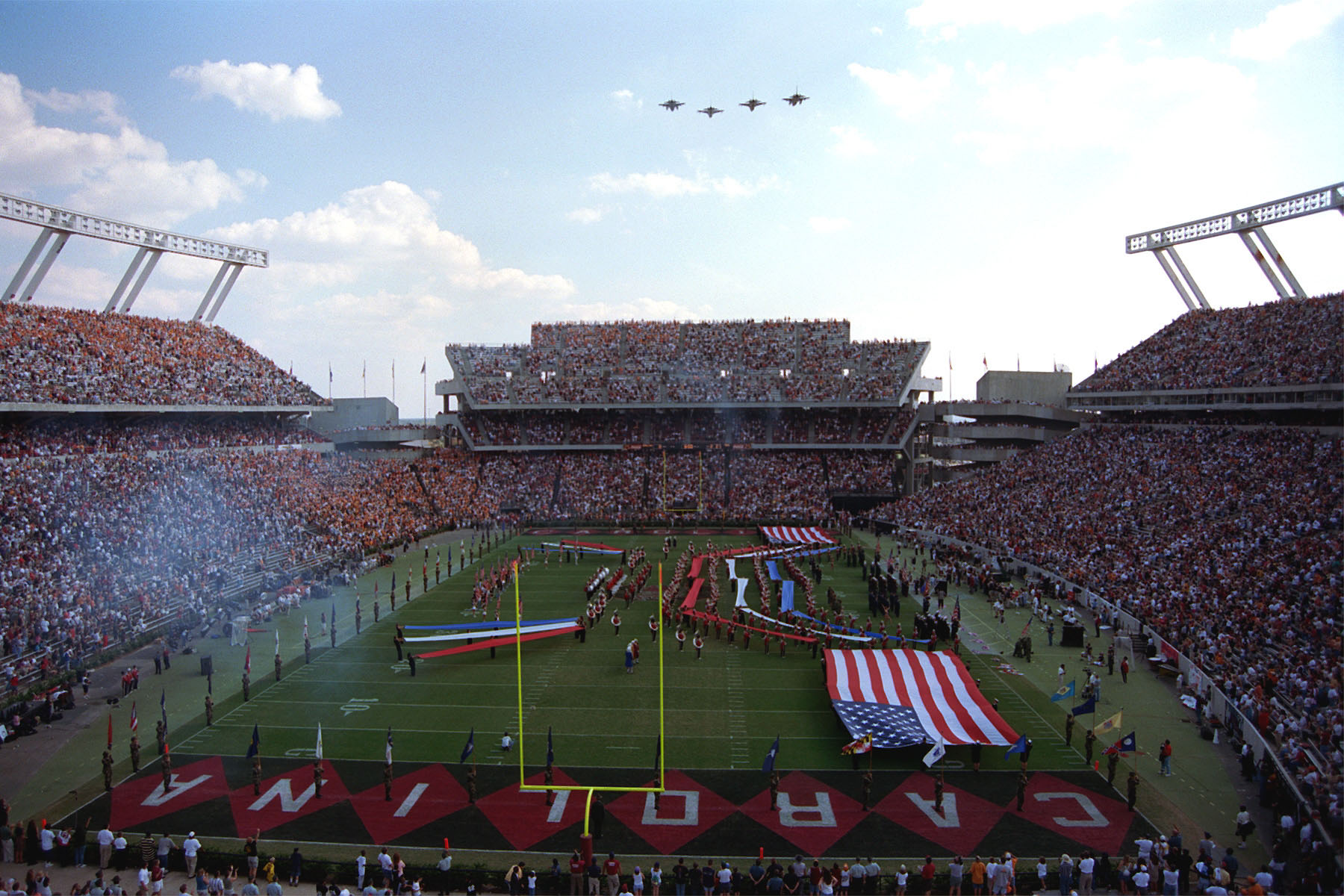
ورزشگاه ویلیامز–برایس در سال ۱۹۹۸